# Плавацу (Бузау)
Плавацу (рум. Plavățu) насеље је у Румунији у округу Бузау у општини Манзалешти. Oпштина се налази на надморској висини од 646 m.

## Становништво
Према подацима из 2002. године у насељу је живело 130 становника, од којих су сви румунске националности.